# Старое Село (Сумский район)
Старое Село (укр. Старе Село, до 2016 г. — Червоное) — село,
Червоненский сельский совет,
Сумский район,
Сумская область,
Украина.
Код КОАТУУ — 5924788701. Население по переписи 2001 года составляло 2079 человек.
Является административным центром Червоненского сельского совета, в который, кроме того, входят сёла
Барвинково,
Горное,
Вишнёвое и
Прудок.

## Географическое положение
Село Старое Село находится на правом берегу реки Псёл,
выше по течению на расстоянии в 1 км расположено село Барвинково,
ниже по течению на расстоянии в 2 км расположено село Вишнёвое.
Река в этом месте извилистая, образует лиманы, старицы и заболоченные озёра.
Рядом проходит автомобильная дорога Н-12.

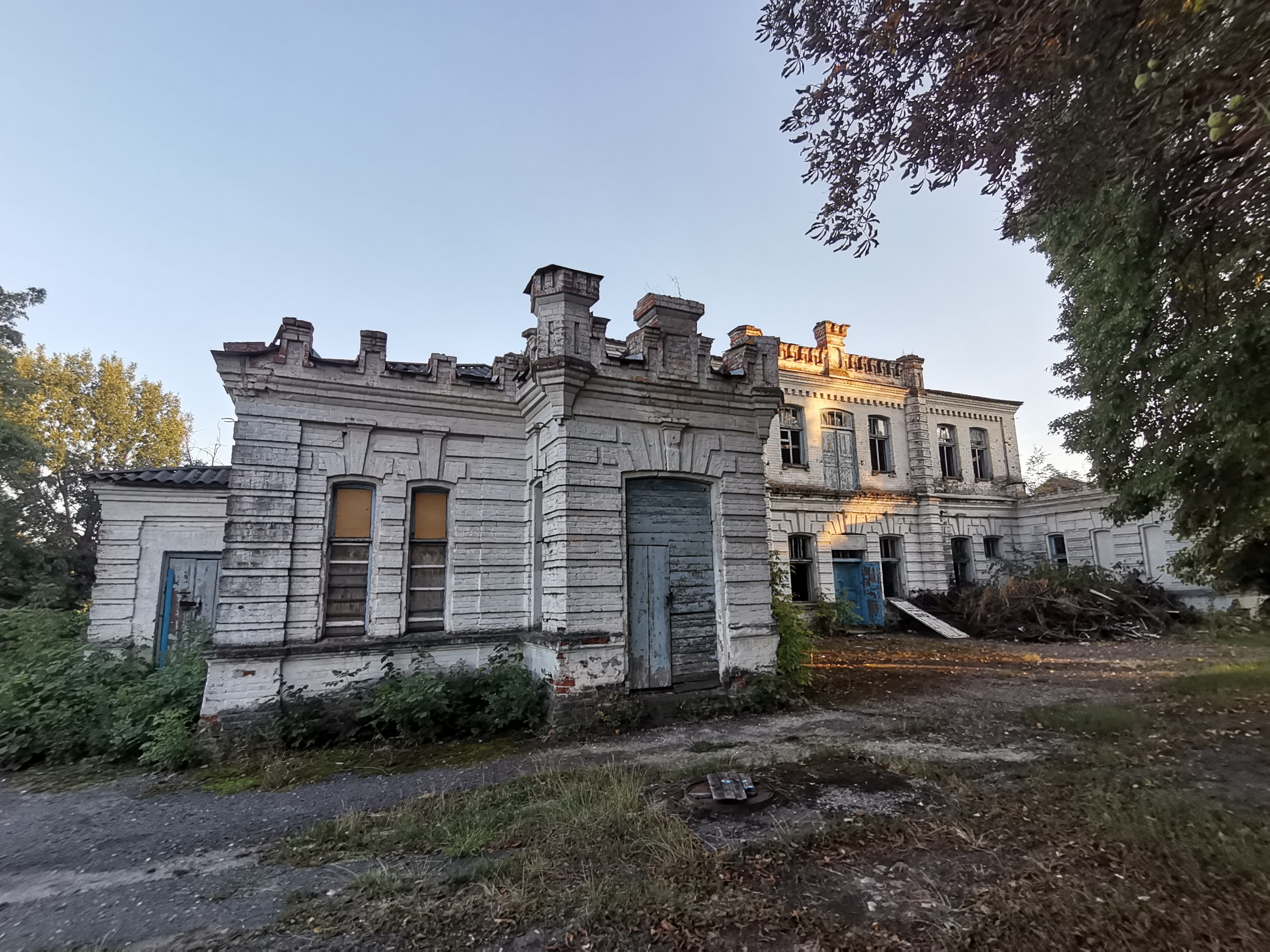
Дворец Зборомирских

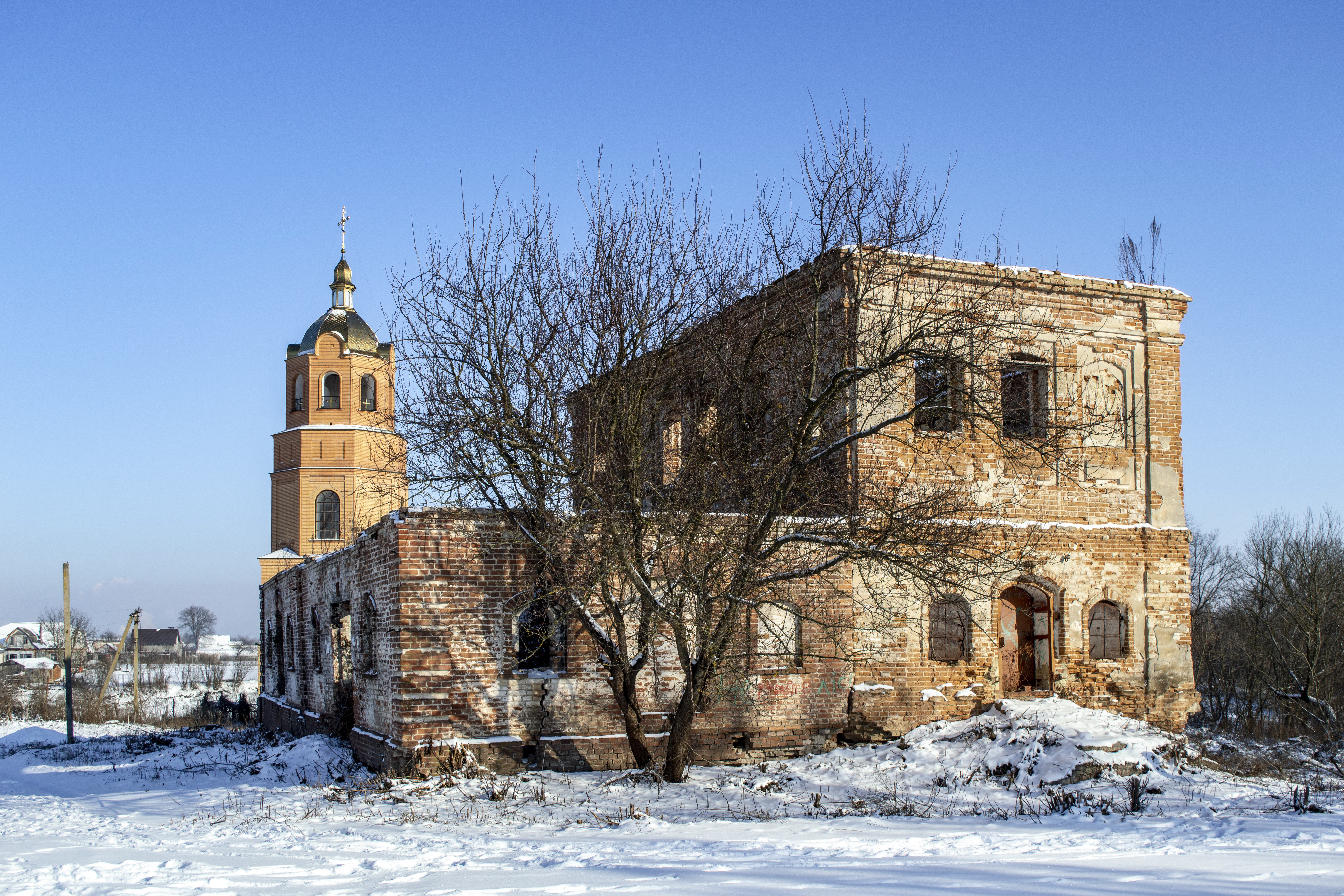
«Теремок» (дом Кондратьевых) — памятник архитектуры 18 века, старейший усадебный дом Слобожанщины.

## История
- Основано в 1642 году как село Старое Село.
- В XIX веке село Старое Село было в составе Сумской волости Сумского уезда Харьковской губернии. В селе была Николаевская церковь[2].
- 1930 год переименовано в село Червоное.
- 10 января 1939 года Указом Президиума Верховного совета СССР Червоный район был из состава Черниговской области передан в новообразованную Сумскую область.
- 2016 год по "закону о декоммунизации" селу возвращено историческое название Старое Село.